# Transportin
„Transportin '” – piosenka amerykańskiego rapera Kodaka Blacka. Została wydana 18 sierpnia 2017 roku przez Atlantic Records i WEA. Wyprodukowana jest przez C-ClipBeatz, utwór znalazł się na piątej składance Blacka, Project Baby 2.

## Tło i kompozycja
Piosenka sampluje utwór „Hung Up on My Baby” Isaaca Hayesa. Sampluje również piosenkę „Mind Playing Tricks on Me” Geto Boys.

## Teledysk
Teledysk został nakręcony i wyreżyserowany przez ekipę Sniper Gang, Kodak występuje w nim w czarno-pomarańczowej kamizelce kuloodpornej przy samochodach, takich jak Lamborghini i Audi w podobnych kolorach.

## Pozycje na listach
| Lista (2017)                          | Pozycja |
| ------------------------------------- | ------- |
| Kanada (Canadian Hot 100)             | 52      |
| USA Billboard Hot 100                 | 46      |
| USA Hot R&B/Hip-Hop Songs (Billboard) | 18      |
| USA Hot Rap Songs (Billboard)         | 13      |

| Lista (2017)                          | Pozycja |
| ------------------------------------- | ------- |
| USA Hot R&B/Hip-Hop Songs (Billboard) | 84      |

## Certyfikaty
| Kraj       | Certyfikat | Ilość sprzedanych egzemplarzy |
| ---------- | ---------- | ----------------------------- |
| USA (RIAA) | Platyna    | 1,000,000                     |